# 朱沖炑
襄陵莊穆王朱沖炑（1401年—1477年），明朝第一代襄陵王，明太祖朱元璋孫，韓憲王朱松庶第二子，韓恭王朱沖𤊨弟，母季氏，王妃荊氏。

## 生平
他在永樂二年（1404年）受封襄陵王，宣德三年（1428年）與平涼衛指揮同知鍾瑄的侄女荊氏結婚。
個性誠摯純厚，其母生病時，他割下自己的股肉和藥石一同烹煮給母親吃下，母親因此病愈。等到其母死後，他因為居喪過度哀痛而瘦弱不堪。每次探望母親墳墓時，必定親自帶領子孫灑掃墓塚，朝廷為此數次褒獎他。他的兒子朱範址深受其薰陶，當母妃荊氏罹患重病，他也像父親一樣割下自己的股肉煮給母親食用，荊氏後來恢復健康。
土木堡之變時，朱沖炑前往京師勤王，京師解除解嚴後，朝廷下書慰勞朱沖炑。
景泰五年（1454年）八月，朱沖炑奏稱叔父安惠王朱楹死後無子，守墳人怠慢，請求由他出面重新修繕安惠王墳園，並監督祭祀事宜，獲准。從此安惠王由襄陵王家族奉祀直到嘉靖三十三年（1554年）二月。
成化六年（1470年）韃靼入侵河套，他上奏請求率領兒子女婿迎擊敵人，但當時嚴禁宗室典兵，因此明憲宗沒有同意他的要求。
其後家族內五代同堂，家風和睦莊重。朱沖炑之孫朱徵鑖曾和杜姓女子訂婚，但未及成婚，朱徵鑖就因病去世了，杜氏仍出嫁到襄陵王家，辛勤操持家務、一生守寡，杜氏的品德氣節，受到朝廷的旌表讚揚。嘉靖十一年（1532年）賞賜羊酒文幣給襄陵王家族。在韓系諸王中以襄陵王的家法為第一。
他在位七十三年，於成化十三年（1477年）去世，兩年後其子朱範址嗣位。
另有三子：鎮國將軍朱範𡊻、朱範垷、朱範墑，朱範墑生輔國將軍朱徵錄，生奉國將軍朱偕㴬，生朱旭梢（1522-1597），生八子。